# Каміль Демулен
Люсі Семпліс Каміль Бенуа Демулен (фр. Lucie-Simplice-Camille-Benoist Desmoulins; 2 березня 1760, Монпельє — 5 квітня 1794, Париж) — французький революціонер, діяч Французької революції. Депутат Конвенту, боровся проти жирондистів. Прихильник Дантона.

## Біографія
Освіту отримав у паризькому ліцеї Людовика Великого, де був товаришем Максиміліана Робесп'єра та проникнувся повагою до античного республіканського духу. В 1785 році став адвокатом при парламенті. Попри очевидне затинання, був прекрасним оратором.
12 липня 1789 року, коли звістка про відставку Неккера викликала неспокій у Парижі, Демулен звернувся в Пале-Роялі до натовпу, закликаючи його до зброї; він перший прикріпив до свого капелюха зелену стрічку (колір надії). Цей заклик дав перший поштовх до знищення Бастилії. У трактаті «Ля Франс лібр» ( La France libre), виданому в середині липня та поміченому «першим роком свободи», Демулен вимагав проголошення республіки. З осені 1789 до серпня 1791 року Демулен видавав збірку запальних памфлетів під заголовком «Революції Франції та Брабанту» (Les Révolutions de France et de Brabant).
29 грудня 1790 року одружився з Люсіль Ларідон-Дюплессі; свідками реєстрації шлюбу були: Робесп'єр, Петіон, Бріссо і Луї-Себастьян Мерсьє.
Став засновником клубу кордельєрів, Демулен особисто керував передмістями та зайняв посаду секретаря при міністрі юстиції Дантоні. У званні депутата від міста Парижа Демулен належав у Конвенті до партії Гори, але не грав впливової ролі внаслідок надмірної довірливості та нестійкості, з якою він почергово слідував за усіма вождями революції, від Мірабо і до Робесп'єра. У процесі Людовика XVI стояв за страту короля; в памфлеті «Уривок з історії Революції» (Fragment de l'histoire de la Révolution) наклепом сприяв загибелі жирондистів; але під час боротьби Комітету громадського порятунку проти ебертистів Демулен став видавати журнал «Ле вйє кордельє» ( Le Vieux Cordelier, грудень 1793), де почав закликати до милосердя; тоді Робесп'єр перестав підтримувати його. Демулен був засуджений революційним трибуналом та страчений разом з Дантоном.
Свідчить кат Шарль Анрі Сансон: Коли Демулен взійшов на ешафот, то зупинився переді мною і спитав, чи хочу зробити йому останню послугу: я не мав часу відповісти йому, але по моєму обличчю він зрозумів, що може на мене розраховувати; він просив мене взяти у нього медальйон та віднести його матері дружини, пані Дюплесі. Він плакав, промовляючи ці слова, і я відчував, що і у мене навертаються сльози. В цей час піднімали ніж, який вразив Франсуа Шабо; Демулен подивився на окривавлене лезо та сказав впівголоса: «Моя нагорода, моя нагорода». Подивившись на небо, він дав відвести себе на лаву, голосно викрикнув: «Люсіль!», і ніж впав.
Його дружину, Люсіль Демулен, гільйотинували через тиждень — 13 квітня 1794.
Демулен також був масоном, та входив у велику масонську ложу «Дев'ять Сестер».